# HFC Bank Stadium
Das HFC Bank Stadium ist ein Rugby- und Fußballstadion mit Leichtathletikanlage in Suva, Hauptstadt des Inselstaates Fidschi. Das Nationalstadion ist Teil der Laucala Sports City und wird überwiegend für Partien der Rugby League, Rugby Union und Fußball genutzt. Das Stadion bietet 10.000 Zuschauern Platz. Mitte Juni 2022 wurde die HFC Bank Namenssponsor des Nationalstadions und ersetzt ab Juli des Jahres die Australia and New Zealand Banking Group (ANZ).